# Josep Fradera i Botey
Josep Fradera i Botey (Barcelona, 9 d'abril de 1889 - 2 de setembre de 1972) va ser un arquitecte català.
Fill de Ricard Fradera i Gal i Consol Botey i Fochs naturals de Barcelona.
Obtingué el títol el 1921. Just després, fou arquitecte municipal de Sentmenat (1922-1924) i després obtingué el mateix càrrec a Badalona (1924-1932), amb caràcter interí durant dos anys, durant la dictadura de Primo de Rivera essent alcalde de la ciutat Pere Sabaté i Curto. Projectà nombrosos edificis públics, entre ells el Mercat Torner (1926), el Mercat Central del Peix (1926), desaparegut, l'Escorxador Municipal (1927) i el Cementiri Nou o de Sant Pere. D'altra banda, també realitzà un ambiciós projecte d'eixample de la ciutat, que no s'aprovà fins a 1936 i que no s'arribà pràcticament a aplicar.
El 1932 hagué de deixar el càrrec, però es reincorporà el 1940 de nou a l'Ajuntament de Badalona, on treballà fins a la seva jubilació. Al llarg de la seva vida fou també autor de diversos articles sobre arquitectura i urbanisme. A l'inici de la dictadura va ser un dels promotors de les primeres exposicions de Belles Arts que es van celebrar a l'antiga Escola del Treball durant la Festa Major i va ser membre del Comitè Executiu i del Jurat de l'Exposició de Belles Arts de Badalona.
Casat amb Margarida Veiga Llagostera. El seu fill, Ricard Fradera i Veiga, dedicat a la pintura, va morir el 1969, en vida seva.